# Dorfkirche Basse

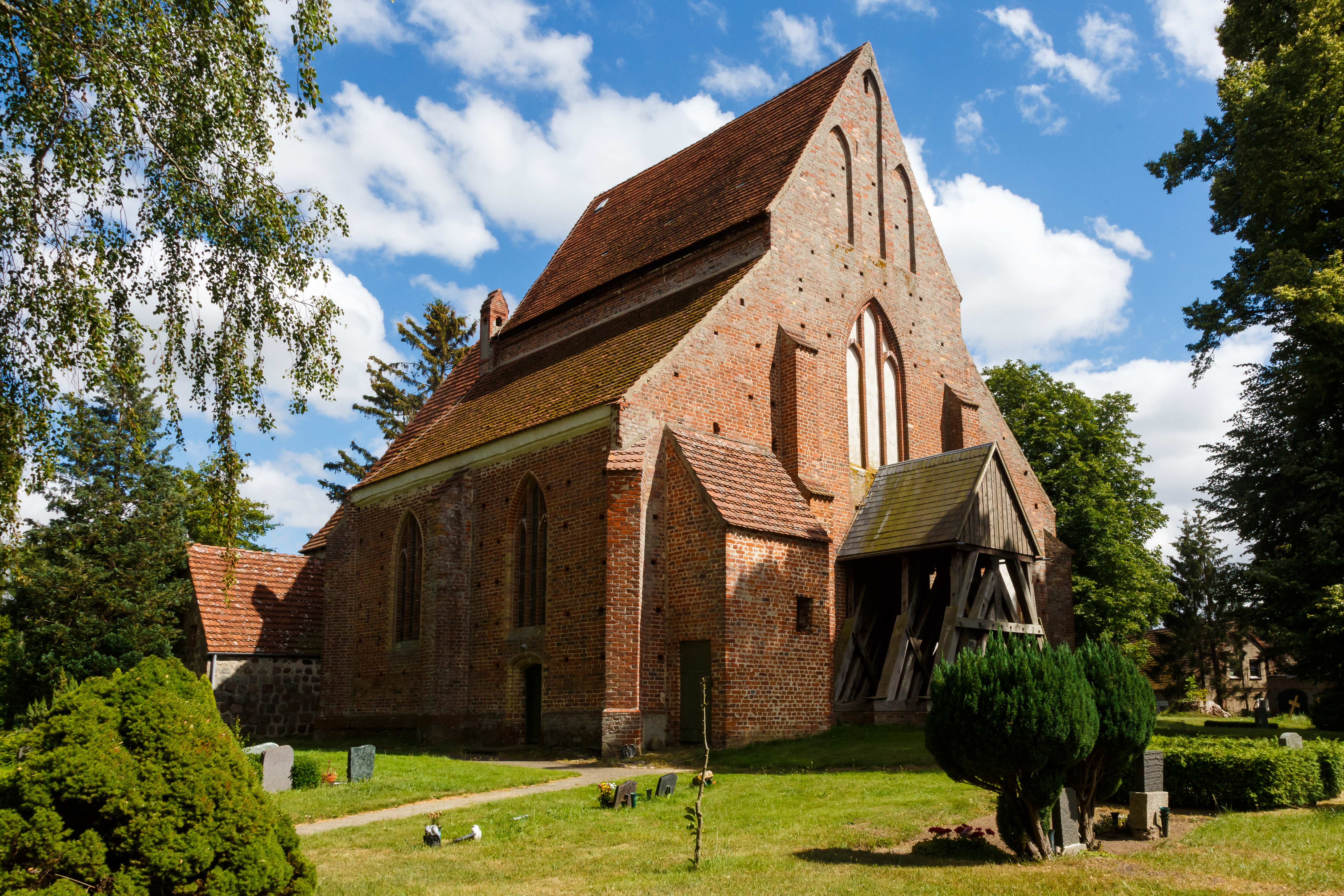
Dorfkirche in Basse, mit freistehendem Glockenstuhl an der Westseite

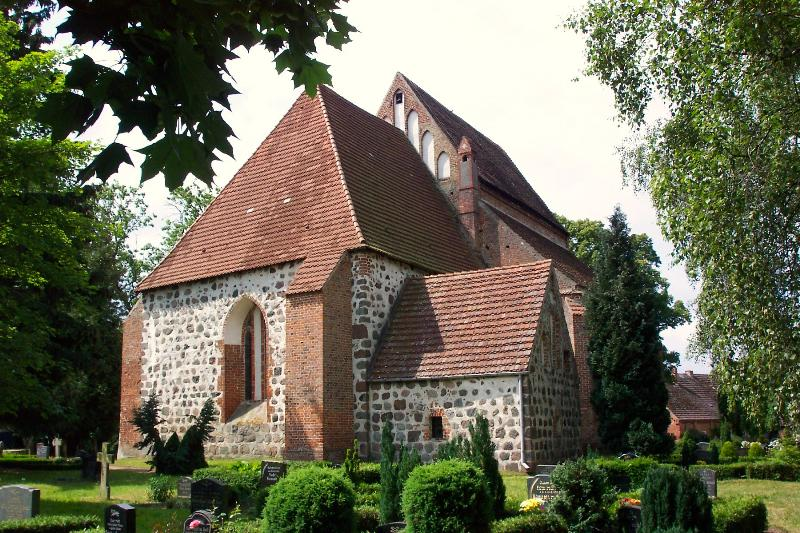
Dorfkirche in Basse, Blick auf Chor und Sakristei

Die Dorfkirche Basse ist eine mittelalterliche Dorfkirche in Basse, einem Ortsteil der Gemeinde Walkendorf im Landkreis Rostock in Mecklenburg-Vorpommern. Sie ist eine der Kirchen der Kirchengemeinde Basse-Walkendorf in der Propstei Rostock im Kirchenkreis Mecklenburg der Evangelisch-Lutherischen Kirche in Norddeutschland (Nordkirche).

## Beschreibung

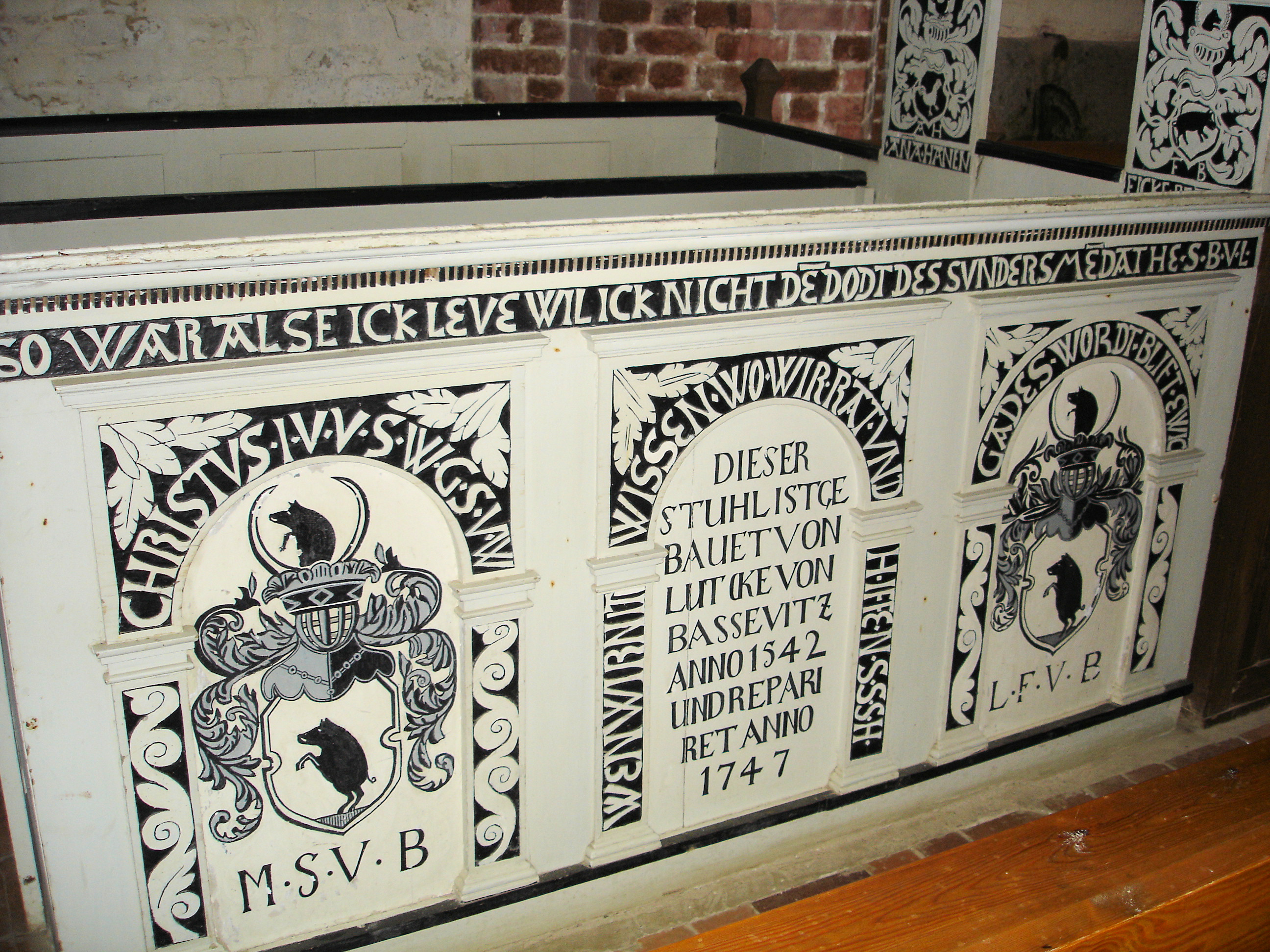
Patronatsgestühl der Bassewitz von 1542

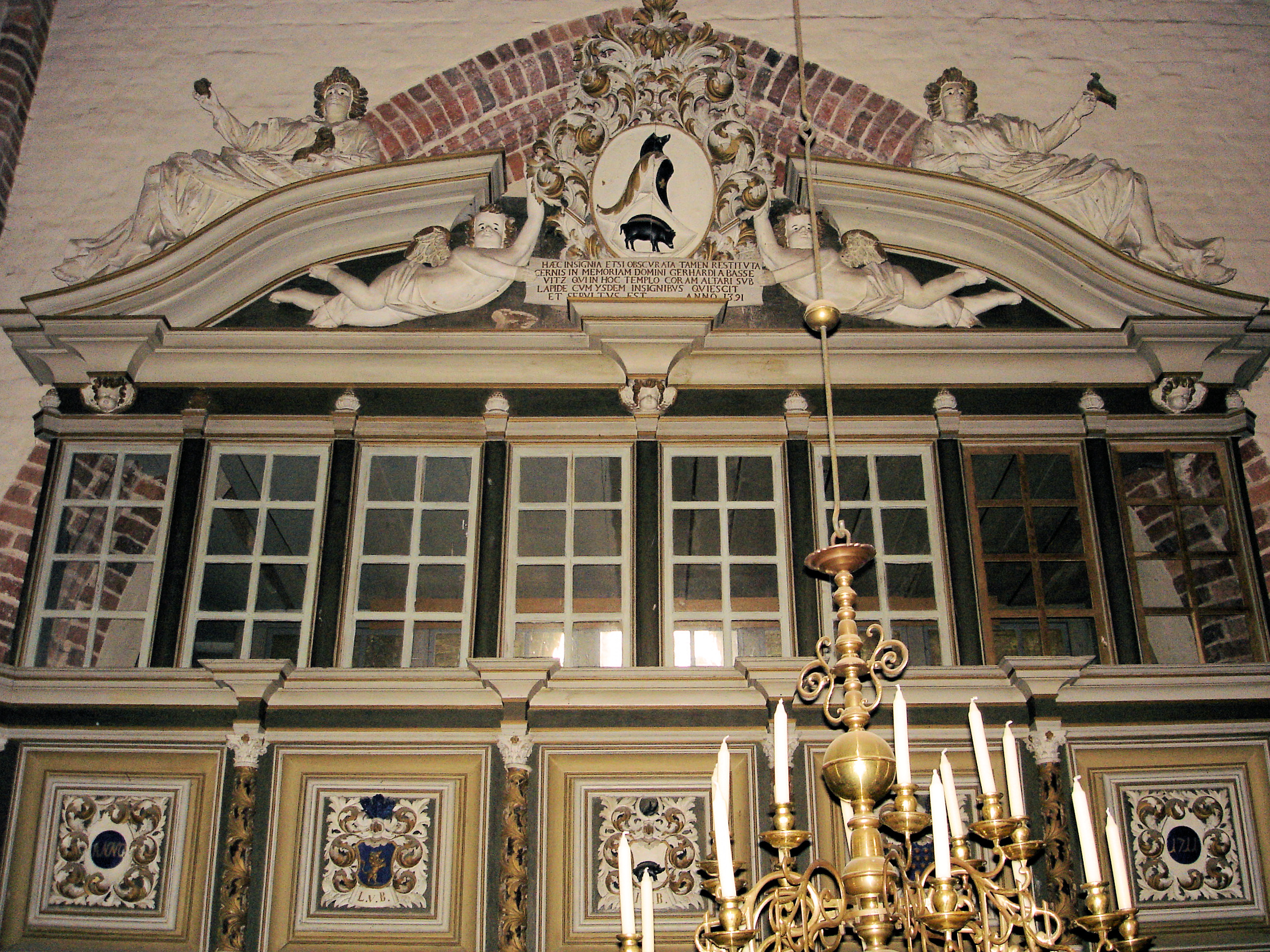
Patronatsloge der Bassewitz von 1711

Der nach Osten ausgerichtete Chor und die nördlich daran anschließende Sakristei der Kirche sind die ältesten Bauteile und entstanden vermutlich bereits im 13. Jahrhundert als Feldsteinbauten. Der Chor ist von einem achtrippigen Domikalgewölbe überzogen, die Sakristei von einem Kreuzrippengewölbe. Das aus Backsteinen ausgeführte Langhaus der Kirche erstreckt sich über zwei Joche und war dem Grundriss nach als gewölbte Basilika geplant, wurde jedoch wohl nie vollendet, wodurch die drei Schiffe der Kirche heute von einer gleich hohen, flachen Holzdecke überspannt werden. Das Dach ist dennoch außen in der Art einer Basilika abgestuft. Das Langhaus und die südlich an den Chor angebaute Vorhalle stammen wohl aus dem 14. Jahrhundert.
Die Kirche wurde urkundlich erstmals 1364 erwähnt. Zu den ältesten Ausstattungsgegenständen zählen Reste von mittelalterlichen Glasfenstern sowie der Unterbau der Tauffünte. Zu den außergewöhnlichen Kunstschätzen der Kirche zählt das zahlreich erhaltene Patronatsgestühl aus dem 16. Jahrhundert, darunter zwei Gestühle von 1542 und 1567 der Familie Bassewitz, die nach ihrem Sitz in Basse benannt ist. Außerdem gibt es in der Kirche über dem nördlichen Seitenschiff zwei Patronatslogen aus dem 16. und 18. Jahrhundert sowie historisches Gestühl und Grabplatten der Familien Moltke, Behr und Maltzahn.
In der Kirche sind mehrere historische Bassewitz-Grabplatten aufgestellt, die älteste von 1391, eine besonders schmuckvolle mit Reliefdarstellungen der Verstorbenen von 1572. Außerdem befindet sich dort auch eine schmuckvolle Grabplatte der Familie Behr aus dem späten 17. Jahrhundert. Im Chor der Kirche ist ein historisches Bassewitzsches Epitaph von 1592 mit Wappenreihen, Reliefs und drei Stifterfiguren aus der Werkstatt des Claus Midow aufgehängt.
Die am rechten Chorbogen aufgehängte Kanzel stammt von 1703, der zweigeschossige Säulenaufbau des Altars mit mittigen biblischen Darstellungen stammt von 1729. Die Orgel ist ein Werk von Wilhelm Remler aus dem Jahr 1860 mit sieben Registern auf einem Manual und Pedal, das 1996 von Schuke Orgelbau restauriert wurde.
Die Kirche hat keinen Turm. Zur Aufhängung der 1756 bei Johann Valentin Schultz gegossenen Glocke wurde an der Westseite des Gebäudes im 19. Jahrhundert ein freistehender hölzerner Glockenstuhl errichtet. Eine umfangreiche Sanierung der Kirche fand in den Jahren 1961 bis 1964 statt.

## Umliegender Friedhof
Auf dem die Kirche umgebenden Friedhof befinden sich Denkmäler für die Gefallenen des Ersten und Zweiten Weltkriegs sowie die Grabkapelle der Familie Bassewitz. Ein abgetrennter Friedhofsteil dient als Grablege der Familie. Dort sind u. a. Eberhard Graf von Bassewitz (1892–1914), Gerd Graf von Bassewitz (1856–1945) und Viktoria Gräfin von Bassewitz geb. Freiin von Beaulieu-Marconnay (1870–1954) sowie Henning Friedrich Graf von Bassewitz (1923–2007) bestattet. Weiterhin sind auch einige Angehörige der Familie Oertzen dort beigesetzt.

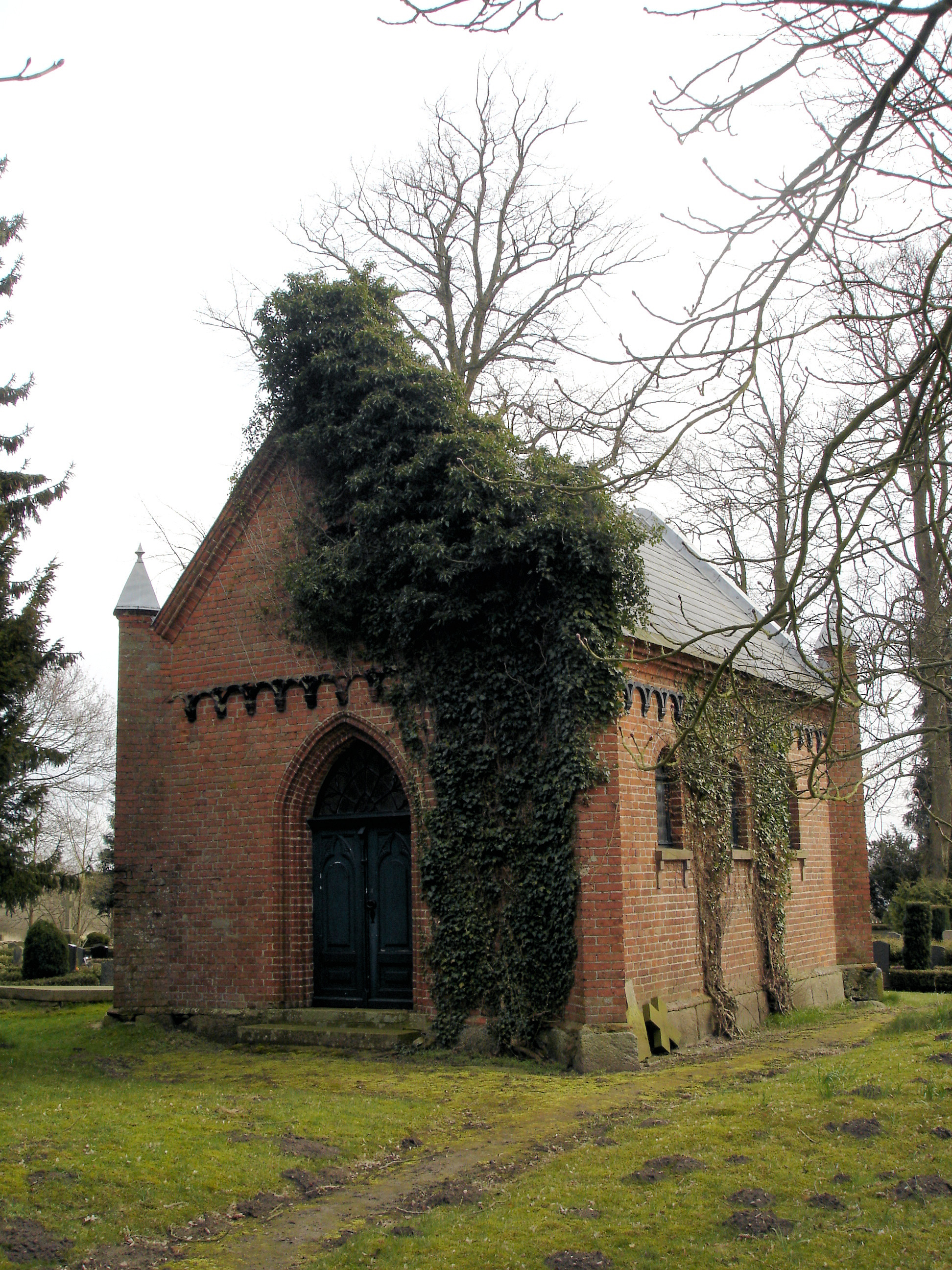
Bassewitz-Grabkapelle
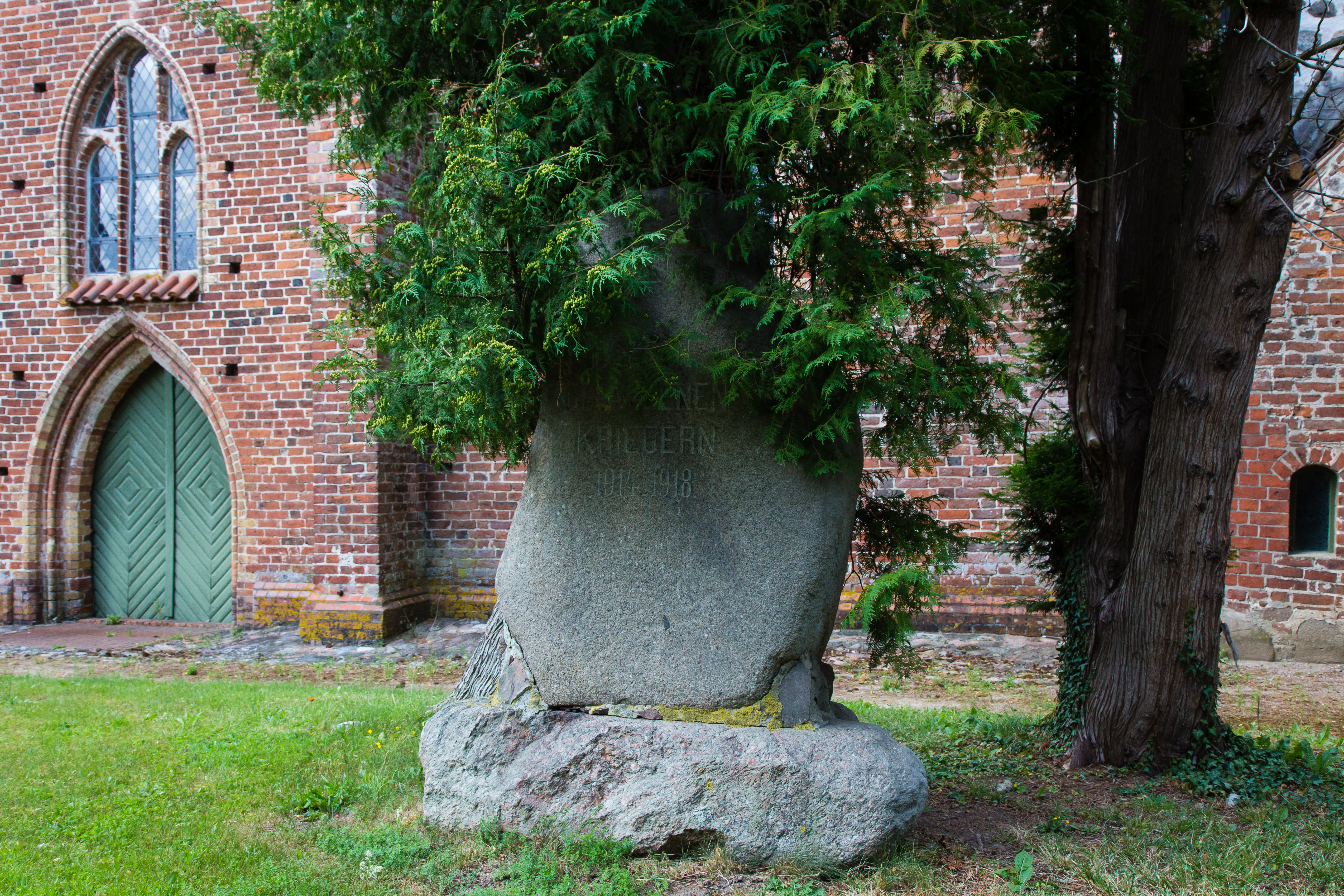
Denkmal Erster Weltkrieg
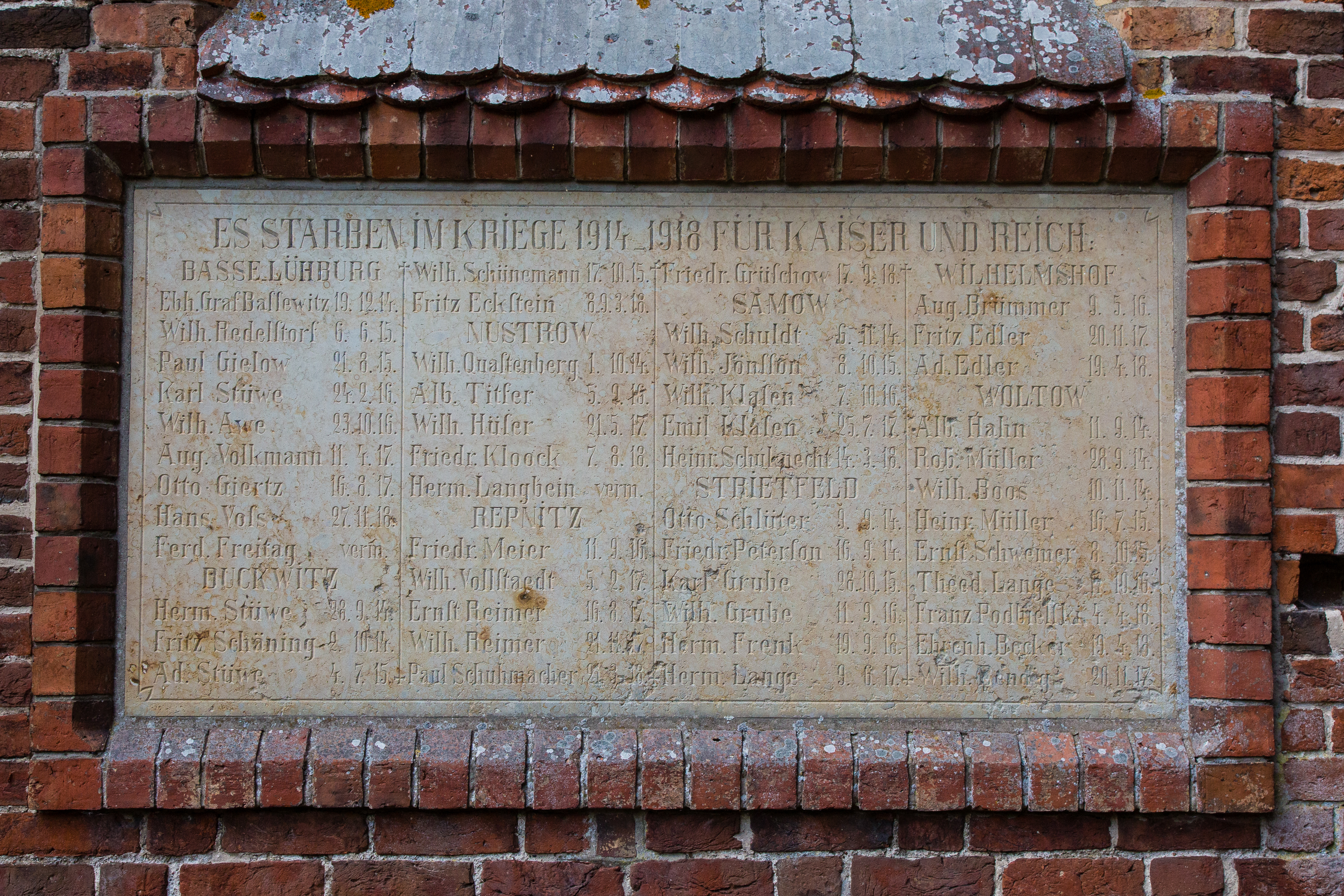
Gedenktafel Erster Weltkrieg
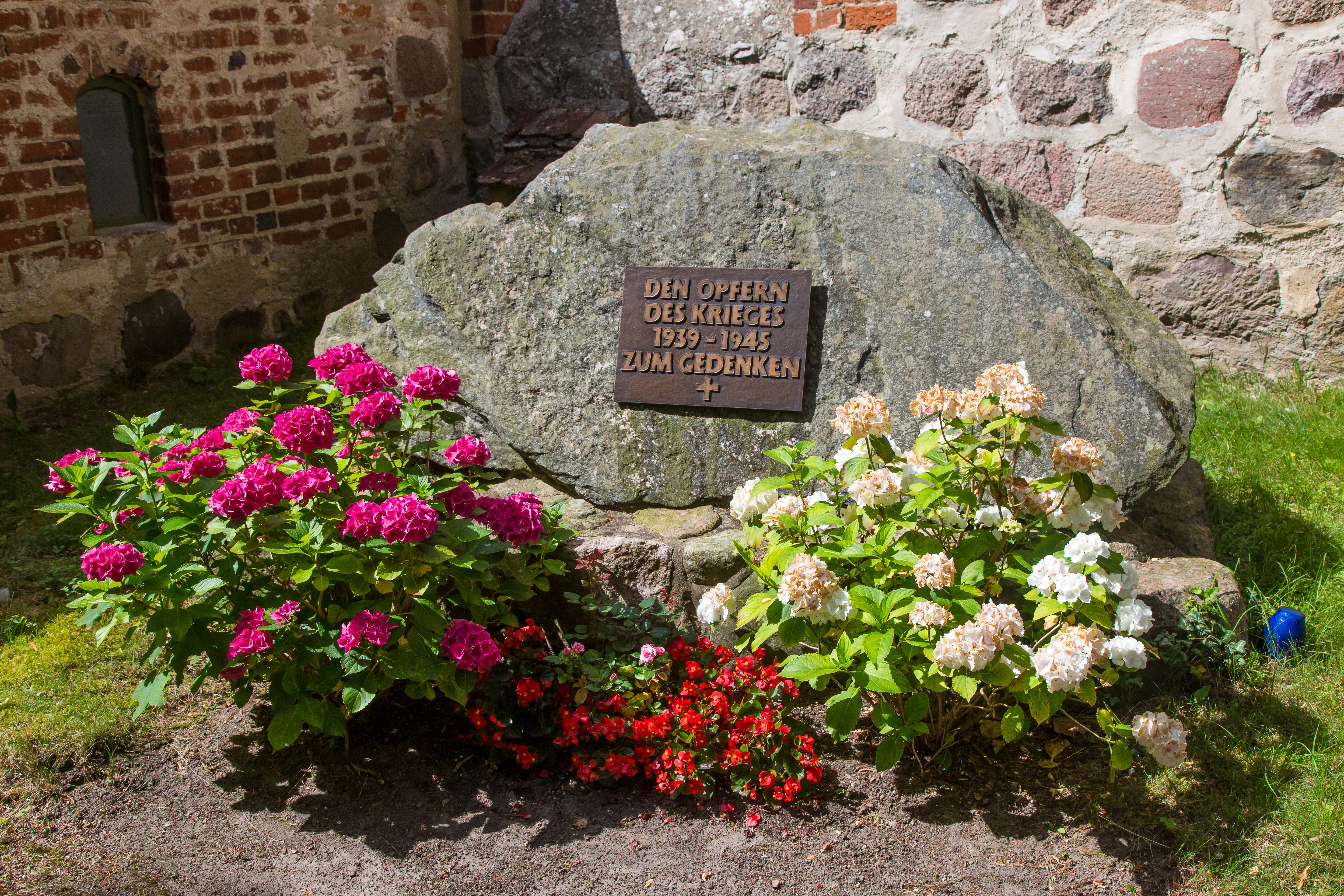
Denkmal Zweiter Weltkrieg